# آستین آبرامز
آستین نوآ آبرامز (انگلیسی: Austin Noah Abrams؛ زادهٔ ۲ سپتامبر ۱۹۹۶) بازیگر آمریکایی است. او برای ایفای نقش ران اندرسون در فصل پنجم و ششم سریال تلویزیونی مردگان متحرک (۲۰۱۵–۲۰۱۶)، در نقش دانش‌آموز دبیرستانی ایتان در سریال درام سرخوشی (از سال ۲۰۱۹) و سریال کمدی رمانتیک دش و لیلی (۲۰۲۰) شناخته می‌شود. نقش‌های سینمایی او شامل پادشاهان تابستان (۲۰۱۳)، شهرهای کاغذی (۲۰۱۵)، وضعیت برد (۲۰۱۷)، داستان‌های ترسناک برای گفتن در تاریکی (۲۰۱۹)، قلب‌های شیمیایی (۲۰۲۰) و گرگ‌ها (۲۰۲۴) می‌شوند.